# Planque et Camouflage
Série
Planque et Camouflage : Les Sirènes de l'Égée
(2005)
Pour plus de détails, voir Fiche technique et Distribution.
Planque et Camouflage (Λούφα και παραλλαγή, Loufa kai parallagi) est un film grec réalisé par Níkos Perákis et sorti en 1984.

## Synopsis
En 1967, alors qu'il effectue son service militaire, Giannis Papadopoulos est d'abord stationné près de la frontière entre la Bulgarie et la Grèce. Sa formation professionnelle (il a travaillé dans le milieu du cinéma) lui permet d'obtenir la planque idéale : il est versés au service de la YENED, la chaîne de télévision grecque contrôlée par l'armée grecque. Avec d'autres comme lui, Il est chargé de réaliser des films et actualités de propagande à destination du public civil et de maintenir le moral de l'armée en projetant des films. Cette nomination lui permet en plus de se rapprocher de sa femme et de ses filles jumelles. Il vit avec ses camarades une vie de patachon, multipliant les blagues et se faisant de l'argent en utilisant le matériel cinématographique de l'armée pour tourner des films pornographiques. Tout se passe bien jusqu'au 21 avril 1967...

## Fiche technique
- Titre : Planque et Camouflage
- Titre original : Λούφα και παραλλαγή (Loufa kai parallagi)
- Réalisation : Níkos Perákis
- Scénario : Níkos Perákis
- Direction artistique : Yiorgos Koliopandos
- Décors : Giorgos Koliopantos
- Costumes : Heidrun Brandt
- Photographie : Yórgos Panoussópoulos
- Son : Marinos Athanassopoulos
- Montage : Giorgos Triantafyllou
- Musique : Nikos Mamangakis
- Production :  Centre du cinéma grec, Filmakers Cooperation Ltd, Spentzos Film, Níkos Perákis
- Pays d'origine :  Grèce
- Langue : grec
- Format :  Couleurs 35 mm
- Genre : Comédie sociale
- Durée : 99 minutes
- Dates de sortie : 1984

## Distribution
- Nikos Kalogeropoulos
- Yiorgos Kimoulis
- Takis Spyridakis
- Fotis Polychronopoulos
- Yannis Hatziyannis
- Paris Tselios
- Stavros Xenidis
- Pávlos Haïkális

## Récompenses
- Festival du cinéma grec 1984 (Thessalonique) : meilleur film, meilleur scénario, meilleur acteur, meilleur montage
- Mostra de Valence du cinéma méditerranéen 1985 : mention spéciale
- Présenté à la Berlinale 1985

## Suites
- 1987 : Vivre dangereusement (Vios ke politia)
- 2005 : Planque et Camouflage : Les Sirènes de l'Égée (el) (Loufa kai parallagi : Sirines sto Egeo)
- 2011 : Planque et Camouflage : Les Sirènes à terre (el) (Loufa kai parallagi: Seirines sti steria)